# U-138 (tàu ngầm Đức) (1940)
U-138 là một tàu ngầm duyên hải  Lớp Type II thuộc phân lớp Type IID được Hải quân Đức Quốc Xã chế tạo vào đầu Chiến tranh Thế giới thứ hai. Những tàu ngầm Type II vốn quá nhỏ để có thể tiến hành các chiến dịch cách xa căn cứ nhà, nên chúng hầu như chỉ đảm nhiệm vai trò tàu huấn luyện tại các trường tàu ngầm Đức. Được huy động do tình trạng thiếu hụt tàu ngầm sau khi xung đột bùng nổ, U-138 đã thực hiện năm chuyến tuần tra tại Bắc Hải và chung quanh quần đảo Anh, đánh chìm sáu tàu buôn với tổng tải trọng 48.564 gross register tons (GRT) và gây hư hại cho một tàu buôn khác 6,993 GRT. Trong chuyến tuần tra cuối cùng U-137 bị các tàu chiến Anh đánh chìm gần Cádiz, Tây Ban Nha vào ngày 18 tháng 6, 1941

## Thiết kế và chế tạo
Phân lớp Type IID là một phiên bản mở rộng của Type IIC dẫn trước. Chúng có trọng lượng choán nước 314 t (309 tấn Anh) khi nổi và 364 t (358 tấn Anh) khi lặn); tuy nhiên tải trọng tiêu chuẩn được công bố chỉ có 250 tấn Anh (254 t). Chúng có chiều dài chung 43,97 m (144 ft 3 in), lớp vỏ trong chịu áp lực dài 29,80 m (97 ft 9 in), mạn tàu rộng 4,92 m (16 ft 2 in), chiều cao 8,40 m (27 ft 7 in) và mớn nước 3,93 m (12 ft 11 in).
Chúng trang bị hai động cơ diesel MWM RS 127 S 6-xy lanh 4 thì công suất 700 mã lực mét (510 kW; 690 shp) để đi đường trường và hai động cơ/máy phát điện Siemens-Schuckert PG VV 322/36 tổng công suất 460 mã lực mét (340 kW; 450 shp) để lặn, hai trục chân vịt và hai chân vịt đường kính 0,85 m (3 ft). Các con tàu có thể lặn đến độ sâu 80–150 m (260–490 ft). Chúng đạt được tốc độ tối đa 12,7 kn (23,5 km/h) trên mặt nước và 7,4 kn (13,7 km/h) khi lặn,  với tầm hoạt động tối đa 3.800 nmi (7.000 km) khi đi tốc độ đường trường 8 kn (15 km/h), và 35–42 nmi (65–78 km) ở tốc độ 4 kn (7,4 km/h) khi lặn.
Vũ khí trang bị bao gồm ba ống phóng ngư lôi 53,3 cm (21 in) trước mũi, mang theo tổng cộng năm quả ngư lôi hoặc cho đến 12 quả thủy lôi TMA. Một pháo phòng không 2 cm (0,79 in) cũng được trang bị trên boong tàu. Thủy thủ đoàn bao gồm 25 sĩ quan và thủy thủ.
U-138 được đặt hàng vào ngày 25 tháng 9, 1939. Nó được đặt lườn tại xưởng tàu của hãng Deutsche Werke tại Kiel vào ngày 16 tháng 11, 1939, hạ thủy vào ngày 18 tháng 5, 1940, và nhập biên chế cùng Hải quân Đức Quốc Xã vào ngày 27 tháng 6, 1940 dưới quyền chỉ huy của Hạm trưởng, Trung úy Hải quân Wolfgang Lüth.

## Lịch sử hoạt động

### 1940

#### Chuyến tuần tra thứ nhất
U-138 khởi hành từ Kiel vào ngày 10 tháng 9, 1940 cho chuyến tuần tra đầu tiên trong chiến tranh, băng qua Kattegat và Skagerrak để đi đến khu vực Bắc Hải. Sau đó nó băng qua khe GIUK giữa các quần đảo Faroe và Shetland để tiến vào khu vực Đại Tây Dương về phía Tây Scotland và Ireland. Chỉ trong ngày 20 tháng 9, nó lần lượt đánh chìm các chiếc New Sevilla, Boka và City of Simla cùng tại vị trí 52 nmi (96 km) về phía Tây Bắc đảo Rathlin, Bắc Ireland. Sang ngày hôm sau, nó tiếp tục đánh trúng chiếc Empire Adventure nhưng mục tiêu chỉ bị hư hại.
Kết thúc chuyến tuần tra, U-138 được lệnh đi đến cảng Lorient bên bờ biển Đại Tây Dương của Pháp. Vào ngày 26 tháng 9, vài giờ trước khi cặp cảng, tàu ngầm Anh HMS Tribune phát hiện U-138 và đã phóng bốn quả ngư lôi tấn công, nhưng đều không trúng đích.

#### Chuyến tuần tra thứ hai
Trong chuyến tuần tra thứ hai từ ngày 8 đến ngày 19 tháng 10, xuất phát và kết thúc tại Lorient, U-138 đã đánh chìm chiếc Bonheur đồng thời gây hư hại cho chiếc British Glory vào ngày 15 tháng 10, tại vị trí về phía Tây Bắc Outer Hebrides, Scotland.

#### Chuyến tuần tra thứ ba
Xuất phát từ Lorient vào ngày 5 tháng 11 cho chuyến tuần tra thứ ba, U-138 đi vòng qua phía Bắc quần đảo Anh để quay về căn cứ Kiel do nhu cầu cần được đại tu, đến nơi vào ngày 1 tháng 12. Nó không đánh chìm được mục tiêu nào trong chuyến này.

### 1941

#### Chuyến tuần tra thứ tư
Trong chuyến tuần tra thứ tư từ ngày 12 đến ngày 27 tháng 5 xuất phát từ cảng Bergen, Na Uy, U-137 đã đánh chìm chiếc Javanese Prince vào ngày 20 tháng 5. Nó kết thúc chuyến tuần tra và quay về cảng Lorient.

#### Chuyến tuần tra thứ năm
U-138 khởi hành từ Lorient vào ngày 12 tháng 6 cho chuyến tuần tra cuối cùng. Sáu ngày sau đó, nó bị các tàu khu trục Anh HMS Faulknor, HMS Fearless, HMS Forester, HMS Foresight và HMS Foxhound tấn công tại vị trí về phía Tây Cádiz, Tây Ban Nha. U-138 bị hư hại nặng buộc thủy thủ đoàn phải bỏ tàu và tự đắnh đắm tại tọa độ 36°04′B 7°29′T / 36,067°B 7,483°T. Toàn bộ 27 thành viên thủy thủ đoàn đều được cứu vớt sống sót và bị bắt làm tù binh chiến tranh, bị giải đến Gibraltar.

### Tóm tắt chiến công
U-137 đã đánh chìm sáu tàu buôn với tổng tải trọng 24.136 gross register tons (GRT), và gây hư hại cho một tàu buôn 4.917 GRT củng một tàu chiến phụ trợ 10.552 GRT:
| Ngày              | Tên tàu          | Quốc tịch      | Tải trọng | Số phận      |
| ----------------- | ---------------- | -------------- | --------- | ------------ |
| 20 tháng 9, 1940  | Boka             | Panama         | 5.560     | Bị đánh chìm |
| 20 tháng 9, 1940  | City of Simla    | United Kingdom | 10.138    | Bị đánh chìm |
| 20 tháng 9, 1940  | New Sevilla      | United Kingdom | 13.801    | Bị đánh chìm |
| 21 tháng 9, 1940  | Empire Adventure | United Kingdom | 5.145     | Bị đánh chìm |
| 15 tháng 10, 1940 | Bonheuer         | United Kingdom | 5.327     | Bị đánh chìm |
| 15 tháng 10, 1940 | British Glory    | United Kingdom | 6.993     | Hư hại       |
| 15 tháng 5, 1941  | Javanese Prince  | United Kingdom | 8.593     | Bị đánh chìm |